# وورلد ميترز
وورلد ميترز (بالإنجليزية: Worldometer)‏ هو موقع ويب مرجعي يوفر إحصاءات لمواضيع متنوعة، تمتلكه وتديره شركة داداكس المحدودة للبيانات بواسطة فريق دولي من المطورين والباحثين والمتطوعين، والتي تدر عائدًا من خلال الإعلان عبر الإنترنت.
يغطي الموقع مواضيع إحصاءات عدة مثل: سكان العالم، والحكومة، والاقتصاد، والمجتمع، ووسائل الإعلام، والبيئة، والطعام، والمياه، والطاقة والصحة من خلال استخدامه 34 لغة.

## التاريخ
في 9 مارس 2004 تم تسجيل الموقع لأول مرة، ضمن خدمات تسجيل النطاقات العالمية "Afilias". وفي 29 يناير 2008 تم إطلاق الموقع. ولاحقًا في عام 2011، تم التصويت له كأحد أفضل المواقع المرجعية المجانية بواسطة جمعية المكتبات الأمريكية.
في يناير 2020، وبناءً على ملاحظات المستخدمين، قام الموقع بتغيير اسمه من "Worldometers" إلى "Worldometer". تم التخطيط للانتقال إلى اسم المجال الصحيح في الوقت المناسب.

### جائحة فيروس كورونا 2019–20
في عام 2020 اكتسب الموقع شعبية خلال جائحة فيروس كورونا 2019–20. لكنه تعرض لهجوم إلكتروني في مارس 2020، وأيضًا تعرض الموقع لهجوم DDoS، ثم تم اختراقه بعد بضعة أيام؛ مما أدى إلى عرض معلومات غير صحيحة على صفحة إحصائيات جائحة فيروس كورونا 2019–20 الخاصة به لمدة 20 دقيقة تقريبًا. أظهر الموقع المخترق ارتفاعًا كبيرًا في حالات جائحة فيروس كورونا 2019–20 في مدينة الفاتيكان؛ مما تسبب في حالة من الذعر بين بعض مستخدمي وسائل التواصل الاجتماعي.

## وصلات خارجية
- الموقع الرسمي
- الموقع الرسمي